# Бровко, Василий Юрьевич
Василий Юрьевич Бровко (6 февраля 1987, Жуковский) — директор по особым поручениям Госкорпорации Ростех, российский предприниматель, медиаменеджер, продюсер, основатель Центра стратегических коммуникаций «Апостол».
Из-за вторжения России на Украину находится под международными санкциями США, Украины, Канады и всех стран Евросоюза

## Биография
Родился 6 февраля 1987 года в городе Жуковском Московской области. В 2003 году окончил класс с математическим уклоном лицея № 14. В 2009 году — отделение политологии философского факультета МГУ им. М. В. Ломоносова.
Свой первый медиапроект создал, учась на втором курсе университета,— молодёжный журнал Sreda.org, в разное время политическими колумнистами и лекторами которого выступали Никита Белых, Алексей Волин и Валерий Фадеев.
В 2006 году занял должность продюсера политического и развлекательного блоков телеканала О2ТВ. За время работы на канале спродюсировал более 15 телепрограмм. Среди них — «Политическая лига», «Разговор без правил», «Чёрное и белое» и другие.
В 2007 году по приглашению заместителя генерального директора ВГТРК Сергея Архипова перешёл на должность директора дирекции прайм-таймового вещания радиопрограмм ГРК «Маяк».
В январе 2008 года основал и стал генеральным директором пиар-агентства «Апостол» (с января 2012 года в связи с ребрендингом название изменено на «Апостол»), специализирующегося на российском и международном PR, телепроизводстве, аналитике, брендинге, дизайне и других проектах.
В сентябре 2008 года совместно с Андреем Колесниковым и Тиной Канделаки запустил в интернете проект «Нереальная политика». За полгода существования в сети политическое шоу посмотрело более 5 миллионов человек, после чего в конце 2009 года права на «Нереальную политику» приобрел канал РЕН ТВ. Совместно с руководством канала Василий Бровко курировал подготовку четырёх выпусков программы, после чего вместе с компанией «Апостол», занимавшейся продакшном, вышел из проекта. В 2010 году первый в истории медиабизнеса старт-ап, перешедший из Рунета на федеральное телевидение, перекупил у РЕН ТВ канал НТВ.
В конце 2008 года запустил интернет-канал Post TV, в рамках которого были запущены программы «Старикам здесь не место» с Захаром Прилепиным и «Фантастический завтрак» с Дмитрием Глуховским, «Face.ru Видеоверсия» с Иреной Понарошку, «Мужские игры» с Олегом Тактаровым и «Реальный спорт» с Викторией Лопыревой. В 2008 году совместно с журналистом из пула Владимира Путина, главным редактором журнала «Русский пионер» Андреем Колесниковым занимался продвижением издания, в частности, организовал цикл мероприятий с участием российских медиаперсон и политического истеблишмента. Среди постоянных участников «Пионерских чтений» — телеведущая Ксения Собчак, заместитель председателя правительства Российской Федерации Владислав Сурков, актёр Иван Охлобыстин, глава телеканала Russia Today Маргарита Симоньян и др.
С апреля по декабрь 2009 года являлся генеральным директором нишевой социальной сети для представителей fashion-индустрии «Face.ru». С октября 2009 по январь 2012 годов Василий Бровко был сопродюсером передачи «Инфомания», которую компания «Апостол» производила для на телеканала СТС. В 2010 году программа получила специальный приз телекритиков «ТЭФИ» за эксперимент в области конвергенции телевидения и интернета.
В 2011 году в рамках руководства холдингом «Апостол Медиа» занимался производством еженедельной передачи «Москва 24/7» для телеканала ТВ Центр Программа была номинирована на премию «ТЭФИ».. В марте того же года в партнёрстве с Тиной Канделаки основал инвестиционную компанию «АМ-Инвест», занимающуюся финансированием интернет-стартапов, разработкой софта и созданием образовательных компьютерных программ для школ, и стал её генеральным директором. По словам Василия Бровко, он и команда «Апостола» и ранее работали над созданием программного обеспечения, в том числе над несколькими платформами, связанными с финансовым менеджментом в образовательных учреждениях.. В октябре того же года в рамках сотрудничества с ФК «Анжи» работал над «Концепцией развития детско-юношеского футбола в Дагестане», включающей подготовку тренерского состава и создание инфраструктуры на всей территории республики, а также организовал презентацию одного из самых дорогих футбольных нападающих мира Самюэля Это’О.
В 2011—2012 годах совместно с Тиной Канделаки запустил национальный образовательный проект «Умная школа». В ноябре 2011 года портал получил «Премию Рунета» в номинации «Наука и образование». Позже «Умная школа» трансформировалась в образовательный проект, для реализации которого были привлечены средства частных инвесторов.
В феврале 2012 года провел ребрендинг Центра стратегических коммуникаций «Апостол». Новый бренд «Апостола» был создан агентством Hunt Haggarty.
В 2012-2013 годы — руководил PR-продвижением Госкорпорации Ростех в России и за рубежом. Под его руководством был реализован целый ряд проектов, в частности, в декабре 2012 года проведён ребрендинг Ростеха.
В декабре 2013 года Василий Бровко покинул «Апостол» и возглавил сначала службу коммуникаций госкорпорации, а позже стал директором по коммуникациям, аналитике и стратегическим исследованиям Ростеха.
В 2015 году Василий Бровко назначен на должность Директора по коммуникациям, ИТ и стратегическим исследованиям. В этой должности он реализовал работу по изменению функции ИТ в корпорации, в том числе осуществил запуск единой информационно-аналитической системы, а также в составе проектной команды участвовал в разработке и интеграции Стратегии Ростеха 2025. Согласно её положениям, Ростех планирует ежегодный рост выручки на 17 %, к 2025 году выручка госкорпорации должна достичь 6 трлн рублей. Для достижения показателей мировых конкурентов к 2025 году выручка Ростеха должна расти темпами, примерно в три раза превышающими темпы роста ВВП РФ. Один из основных тезисов стратегии — увеличение доли гражданской продукции в выручке до 50 %.
В 2016 году назначен на специально созданную для него должность Директора по особым поручениям, в рамках которой он отвечает за «реализацию специальных проектов в различных отраслях».
С 2017 года Василий Бровко курировал в Госкорпорации Ростех деятельность, связанную с реализацией национальной программы «Цифровая экономика». Годом ранее стал сооснователем конференции ЦИПР.
Отвечает за разработку дорожной карты по развитию 5G в рамках соглашения между Правительством РФ, Ростехом и Ростелекомом. Является сопредседателем Архитектурного совета по 5G, созданного в целях реализации указанного соглашения.

## Советы директоров
В 2016 году избран председателем совета директоров НЦИ. Василий Бровко курировал проект по формированию глобальной ИКТ-инфраструктуры в рамках Чемпионата мира по футболу-2018, а также проект по созданию Единой государственной информационной системы здравоохранения (ЕГИСЗ). Является председателем совета директоров завода «Октава».
Являлся председателем совета директоров компании NtechLab.

## Критика
В марте 2023 года из совместного расследование Meduza и The Bell следует, что Василий Бровко является ответственным за борьбу с анонимными каналами в «Ростехе». Так, по данным расследования, «Ростех» пытается ввести цензуру в каналах и избавиться от негативных новостей как о самой компании так и о её главе Сергее Чемезове, используя в том числе для этого, бывших сотрудников спецслужб
Ранее, в декабре 2022 года, издание «Проект» опубликовало расследование, из которого следует, что некоторые каналы в Telegram попали под давление силовиков после публикаций о Василии Бровко, и что он мог инициировать уголовные дела против администраторов каналов. Так были арестованы как минимум 13 сотрудников анонимных телеграм-каналов, они в своих публикациях обвиняли Бровко в коррупции, уходе от налогов и утверждали, что он получил должность в «Ростехе» благодаря жене. По версии расследователей, Бровко в середине июля убедил Чемезова в необходимости взять под контроль рынок каналов, чтобы контролировать публикации в них, после чего, Чемезов подключил к этому силовые структуры
В 2022 году Василий Бровко выступал потерпевшим по делам о вымогательстве от администраторов ряда Telegram-каналов.

## Международные санкции
28 июня 2022 года, на фоне вторжения РФ на Украину, вместе со своей супругой — Тиной Канделаки — был внесён в санкционный список США «против военной машины Путина», как член совета директоров «Ростех». Также, как лица связанные с Бровко, под санкции попали сын и дочь Канделаки — Леонтий и Мелания Кондрахины. 9 августа 2022 года Бровко попал в санкционный список Канады «близких соратников режима, которые являются соучастниками агрессии российского режима против Украины». 19 октября 2022 года внесён в санкционный список Украины как «руководитель высшего звена в компании российского военно-промышленного комплекса». По аналогичным основаниям с 24 февраля 2023 года находится под санкциями Великобритании. Ранее Бровко был внесён ФБК в список коррупционеров и разжигателей войны с предложением введения против него санкций, так как он «со своей женой Тиной Канделаки вовлечён в коррупционную схему, управляемую мэром Москвы Сергеем Собяниным. Он получает государственные средства из бюджета Москвы для пиар-поддержки Сергея Собянина и правящего политического режима под видом оказания услуг городу через телеканал RTVI». 24 февраля 2025 года внесён в санкционный список всех стран Евросоюза.

## Интернет-проекты
2010 год — продвижение в интернете передачи «+100500» Максима Голополосова.
Январь 2012 года — запуск в интернете политического ток-шоу «Полёт с камикадзе». Ведущим передачи, которая выходит на канале YouTube, является видеоблогер Дима Камикадзе (kamikadze d), продюсером — Тина Канделаки.

## ТВ-проекты (производство передач)
- «Правильный выбор» для телеканала «Семёрка» (2010—2011 гг.)
- «Еда на прочность» для телеканала «Семёрка» (2010—2011 гг.)
- «Россия в цифрах» для телеканала «Семёрка» (2010—2011 гг.)
- Ежедневное и еженедельное шоу для российской лотереи «Гослото»
- «Инфомания» для телеканала СТС (октябрь 2009 — январь 2012 гг.)
- «Москва 24/7» для телеканала «ТВ Центр» (2011)
- «Забытое чудо», генеральный продюсер[53].

## Награды и звания
2009 год — победа в конкурсе издания «Акция» «Молодые люди 2009 года» в номинации «Медиа».
2012 год — II место в рейтинге «Молодых медиаменеджеров России» по версии интернет-издания Infox.ru.
2012, 2017, 2021 год Архивная копия от 27 августа 2021 на Wayback Machine — благодарность Президента РФ.
2016, 2018 год — благодарственное письмо Президента РФ.
2017 год — благодарность Президента РФ.
2018 год — серебряная медаль «За особый вклад в развитие Тульской области».
2019 год — медаль ордена «За заслуги перед Отечеством» второй степени.
2022 год — Почётная грамота Президента РФ.
2023 год — Орден дружбы.

## Семейное положение
Женат на Тине Канделаки.